# Oneta, Lombardiet
Oneta är en ort och kommun i provinsen Bergamo i regionen Lombardiet i Italien. Kommunen hade 588 invånare (2018).